# Anua feminicolorata
Anua feminicolorata là một loài bướm đêm trong họ Erebidae.